# Badeinsel Steinhude
Die Badeinsel Steinhude ist eine künstliche Insel am Südufer des Steinhuder Meers bei Steinhude, die 1974–75 aufgespült wurde.

## Lage und Größe
Die Insel liegt am Südufer des Sees unmittelbar bei Steinhude. Sie ist rund 3,5 Hektar groß und damit rund dreimal so groß wie die im Steinhuder Meer liegende Seeinsel und Festung Wilhelmstein. Die maximale Nord-Süd-Ausdehnung der Badeinsel beträgt 220 Meter, von Osten nach Westen misst sie 330 Meter. Die Badeinsel entstand 1974–75 durch das Aufspülen von Sand des Steinhuder Meeres, dies führte zu einer Vertiefung des Sees in Inselnähe auf etwa 1,5 m. Zuvor war das Wasser in diesem Bereich nur knietief und von Schilfbänken durchzogen.
Erreichbar ist die Insel über eine rund 80 Meter lange Fußgängerbrücke. Der Zugang ist kostenfrei, jedoch nur am Tage erlaubt. Zum Tagesende hin wird die Brücke durch ein Tor versperrt.

## Inseleinrichtungen
Zur autarken Energieversorgung auf der Insel werden ausschließlich Sonnenenergie und Biomasse genutzt. Das futuristische Service-Center dient zur Gewinnung von passiver Sonnenenergie. Es wurde an Stelle eines Kioskgebäudes als Projekt der EXPO 2000 errichtet und ist mit einem Architekturpreis ausgezeichnet worden. Im Süden der Insel, unmittelbar am Inselweg, liegt ein Kinderspielplatz.
Im Service-Center befinden sich Kiosk, Café und ein Bistro-Biergarten und eine frei zugängliche Aussichtsplattform, die aus etwa 15 Meter Höhe den Blick auf den See ermöglicht. Hier wird ein Bistro betrieben.
Sanitäre Einrichtungen auf der Insel sind Toiletten und Strandduschen. Im Nordosten der Insel befindet sich ein 100 Meter breiter Sandstrand mit rund 5000 m² Fläche. Das Ufer bildet hier eine kleine Bucht. Der Rest der Insel besteht überwiegend aus Rasenflächen und Buschwerk, doch Baumgruppen und kleine Haine, die die gesamte Insel durchziehen, geben der Insel ein parkähnliches Aussehen. Die Bäume sind zwar maximal 40 Jahre alt, haben bisweilen jedoch schon eine beeindruckende Höhe. Am Westufer der Insel gibt es größere Schilfbestände.
Ein Rundwanderweg dient als Verbindung zwischen der Insel und der Uferpromenade in Steinhude. Dazwischen liegt ein Viertel mit Wochenendhäusern. Der Durchgang durch das Viertel ist verboten.

Brücke zur Badeinsel
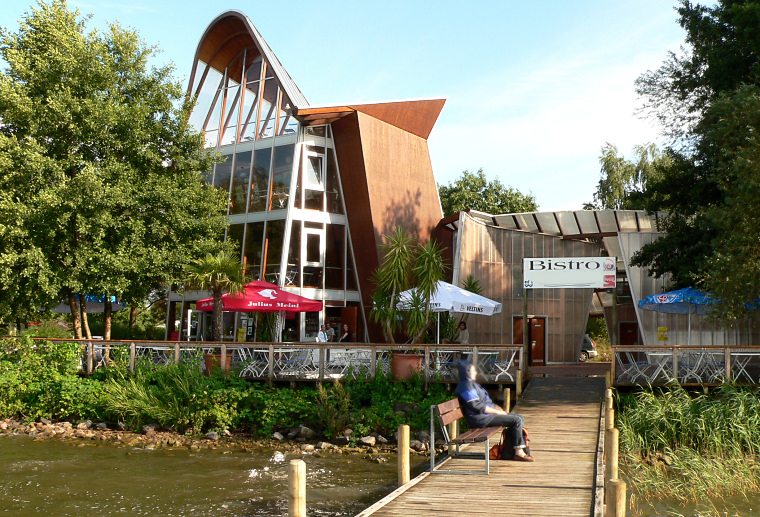
Service-Center am Ufer
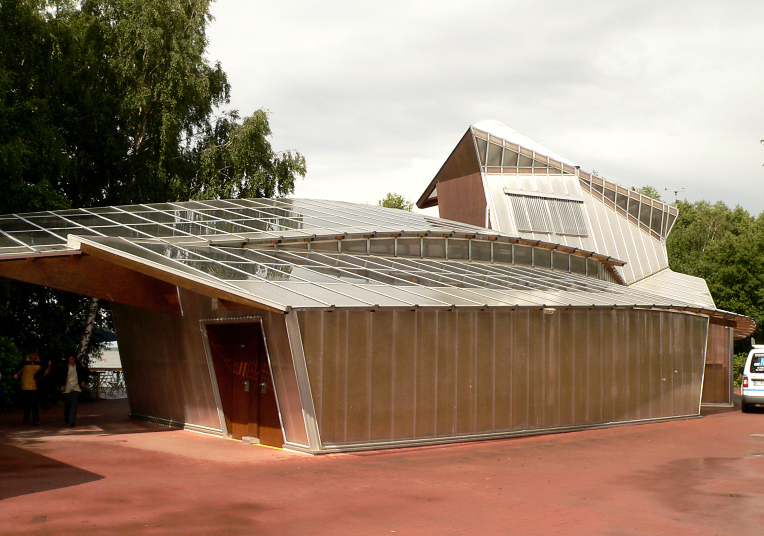
Rückseite des Service-Centers
Weg zwischen Sandstrand und Service-Center